# Ropica angusticollis
Ropica angusticollis är en skalbaggsart som beskrevs av Francis Polkinghorne Pascoe 1865. Ropica angusticollis ingår i släktet Ropica och familjen långhorningar. Inga underarter finns listade i Catalogue of Life.